# Dernière Chance pour l'humanité
Pour les articles homonymes, voir Dernière Chance.
Dernière Chance pour l'humanité (titre original en anglais : Factoring Humanity) est un roman de Robert J. Sawyer publié en 1998 puis traduit en français et publié par les éditions J'ai lu dans la collection Millénaires en 2002.